# Ludwig Traube (Philologe)

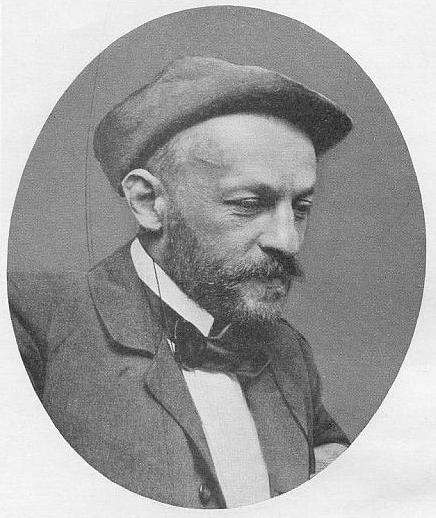
Ludwig Traube

Ludwig Traube (* 19. Juni 1861 in Berlin; † 19. Mai 1907 in München) war ein deutscher klassischer Philologe, Mediävist und Paläograph. Er hatte an der Ludwig-Maximilians-Universität München den ersten Lehrstuhl für Mittellatein in Deutschland inne.

## Leben
Traube wurde in Berlin als Sohn einer jüdischen Familie geboren; sein Vater war der Arzt und Pathologe Ludwig Traube. Nach dem Abitur am Askanischen Gymnasium in Berlin 1880 studierte er an den Universitäten München und Greifswald klassische Philologie und Mediävistik. 1883 wurde er in München promoviert; seine Dissertation Varia libamenta critica beschäftigte sich überwiegend mit den Quellen des Macrobius. 1888 habilitierte sich Traube mit Untersuchungen zur Dichtung der karolingischen Zeit und lehrte in den folgenden Jahren als Privatdozent.
Traube beschäftigte sich vor allem mit der lateinischen Literatur des Mittelalters, der Paläographie sowie der Text- und Überlieferungsgeschichte lateinischer Autoren. Zusammen mit dem in Göttingen wirkenden Wilhelm Meyer gilt Traube als Begründer der lateinischen Philologie des Mittelalters.
Im Jahr 1894 wurde er zum korrespondierenden Mitglied der Göttinger Akademie der Wissenschaften gewählt. Seit 1896 war Traube außerordentliches, seit 1899 ordentliches Mitglied der Bayerischen Akademie der Wissenschaften, seit 1902 Mitglied der Accademia dei Lincei. Von 1897 bis 1904 gehörte er der Zentraldirektion der Monumenta Germaniae Historica (MGH) an, wo er die Leitung der Abteilungen Auctores Antiquissimi und Antiquitates übernahm.
Seit 1900 war Traube mit einer Tochter des Sinologen Friedrich Hirth verheiratet. 1902 erhielt er eine ordentliche Professur für Lateinische Philologie des Mittelalters, die „aber erst 1904 zustandekam“.

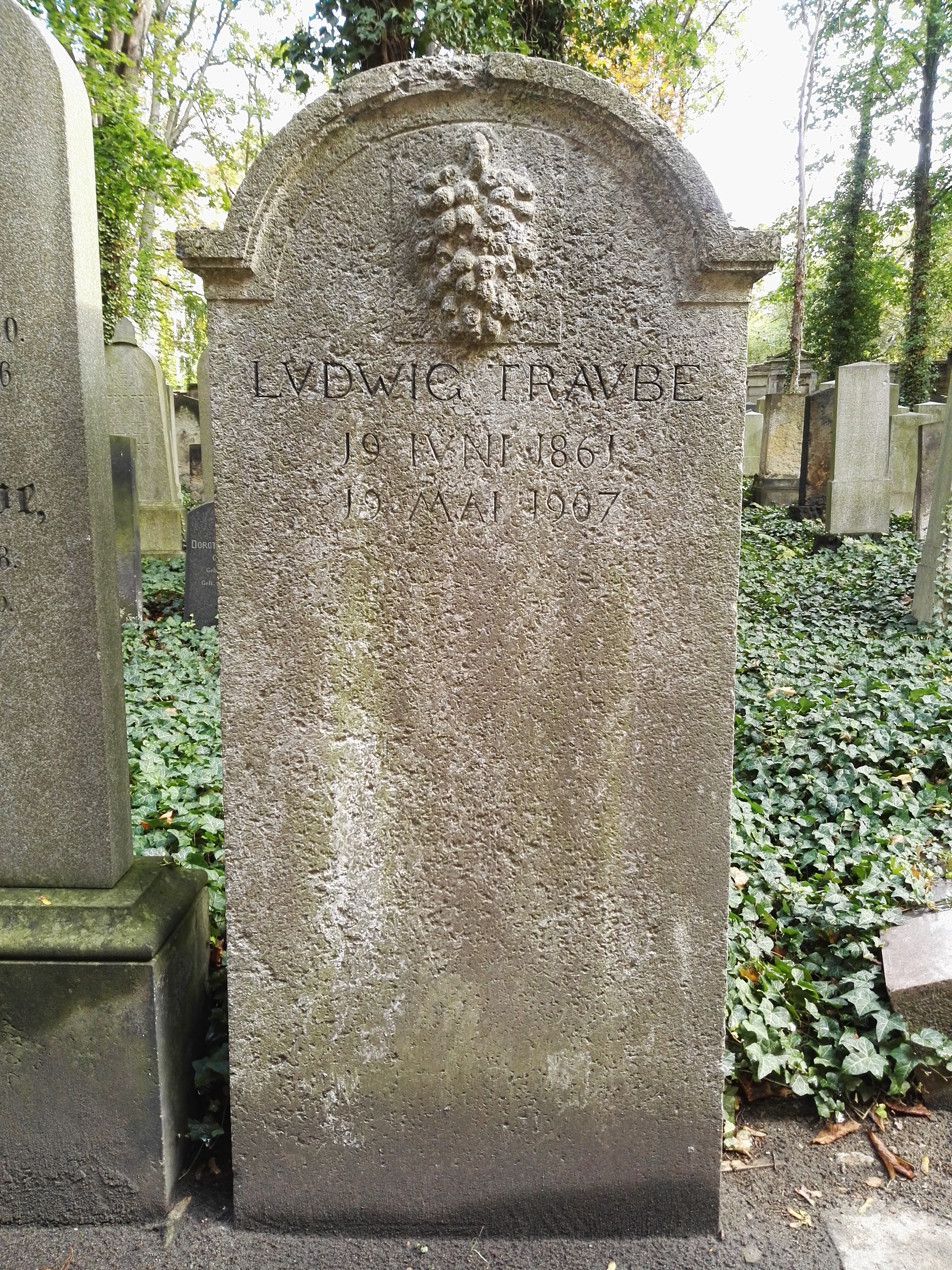
Grabstätte Traubes auf dem Jüdischen Friedhof in der Schönhauser Allee

1905 wurde bei Traube eine unheilbare Leukämie diagnostiziert, an der er zwei Jahre später starb. Er wurde auf dem Jüdischen Friedhof Schönhauser Allee bestattet.
Zum Nachlass Traubes gehörte seine bedeutende Privatbibliothek, die Drucke, Handschriften und Photographien aus Handschriften umfasste und schon zu seinen Lebzeiten von Freunden mit einer jährlichen finanziellen Unterstützung gefördert wurde. Nach seinem Tod wurden daraus vier Codices und rund 60 Handschriftenfragmente von der Münchner Staatsbibliothek erworben, der übrige Bestand ging als Stiftung an die Zentraldirektion der MGH und bildet heute den Grundstock der Monumenta-Bibliothek.

## Schriften (Auswahl)
- Karolingische Dichtungen. Æðelwulf, Alchuine, Angilbert, Rhythmen (= Schriften zur Germanischen Philologie. 1). Weidmann, Berlin 1888, (Digitalisat).
- O Roma nobilis. Philologische Untersuchungen aus dem Mittelalter. In: Abhandlungen der Philosophisch-Philologischen Classe der Königlich Bayerischen Akademie der Wissenschaften. Band 19 = Denkschriften. Band 64, 1892, S. 297–395.
- Schreiber Lotharius von S. Amand. In: Zentralblatt für Bibliothekswesen. Band 9, 1892, S. 87–88.
- Textgeschichte der Regula S. Benedicti. In: Abhandlungen der Historischen Classe der Königlich Bayerischen Akademie der Wissenschaften. Band 21 = Denkschriften. Band 68, 1898, S. 599–730.
- Die Geschichte der tironischen Noten bei Suetonius und Isidorus. In: Archiv für Stenographie. Band 53, Nr. 8, 1901, S. 191–208, (Auch als Sonderabdruck. Thormann & Goetsch, Berlin 1901, Digitalisat).
- Rückblick auf meine Lehrthätigkeit. München 1901, (Herausgegeben von Gabriel Silagi. Arbeo-Gesellschaft, München 1988).
- Nomina Sacra. Versuch einer Geschichte der christlichen Kürzung (= Quellen und Untersuchungen zur lateinischen Philologie des Mittelalters. 2). Beck, München 1907, (Digitalisat; Nachdruck: Wissenschaftliche Buchgesellschaft, Darmstadt 1967).
- Vorlesungen und Abhandlungen. Herausgegeben von Franz Boll. 3 Bände. Beck, München 1909–1920.
  - Band 1: Zur Paläographie und Handschriftenkunde. Herausgegeben von Paul Lehmann. 1909, (Digitalisat);
  - Band 2: Einleitung in die lateinische Philologie des Mittelalters. Herausgegeben von Paul Lehmann. 1911, (Digitalisat);
  - Band 3: Kleine Schriften. Herausgegeben von Franz Boll. 1920, (Digitalisat).